# 许健康
许健康（1952年9月—），男，汉族，福建晋江人，中华人民共和国企业家，宝龙集团创始人，第十、十一、十二、十三届全国政协委员。

## 生平
1952年出生于福建省晋江市安海镇，后担任澳门宝龙集团发展有限公司董事长兼总裁。2008年，当选第十一届全国政协委员，代表特邀澳门人士，分入第五十四组。并担任人口资源环境委员会专委。2018年1月，当选第十三届全国政协委员。

## 家庭
- 女儿许华芬，1975年生，2007年任宝龙集团发展有限公司总经理。
- 儿子许华芳，1978年生，任宝龙商业董事长，第14届上海市政协常委。